# Institut supérieur d'informatique et de gestion de Kairouan
L'Institut supérieur d'informatique et de gestion de Kairouan (ISIGK) est un établissement universitaire tunisien rattaché à l'Université de Kairouan et placé sous la tutelle du ministère de l'Enseignement supérieur et de la Recherche scientifique.

## Diplômes

### Licences appliquées
- E-services
- Comptabilité : techniques comptables et financières
- Technologie des réseaux informatiques
- Économie et finance internationale : banques et assurances
- Marketing : e-marketing

### Licences fondamentales
- Sciences de l'informatique
- Gestion : gestion d'affaires

## Directeurs
- Maha Khamaja El Khelifi : ?-2011
- Abdelbasset Trad : 2011
- Leïla Beltifa Zouari : 2011-2012
- Mustapha Romdhani : 2012-2013
- Salah Ben Hamad : depuis 2013[2]